# 張扇
張扇（はりおうぎ、はりせん）は能楽や講談、落語（上方落語）などの日本の芸能において、ものをたたいて音を立てるためにつくられた専用の扇子のことをいう。はりおうぎと読むことが多い。

## 先史
近世以前の日本の芸能で、拍子をとる場合にもっとも広くかつ簡便に用いられたのは、手に持つ道具ないし楽器で手のひらを打つことであった。雅楽においては、笏によって拍子をとる笏拍子という役掌が見られた。浄瑠璃などの邦楽では、稽古などの場で、閉じた扇で手のひらや台などをたたいて拍子をとることを扇拍子（おうぎびょうし）という。
近世以降、鼓を中心とする打楽器の飛躍的な発達と流布によって扇拍子は徐々に下火になっていったが、その簡便さから専用の張扇を使った扇拍子をとる慣習の残った例は少なくない（後述）。

## 張扇の利用法・製法

### 能楽など
通常の扇子を二つに割り、全体に紙を巻き、さらに上から皮もしくは紙で化粧貼りをした上で、要のあたりに持手をつける。二本一対で用い、両手にそれぞれを持って、欅製などの拍子板（張盤：はりばん）を打つ。
能楽では、アシライと称して、稽古や申合せの際に、小鼓・大鼓・太鼓を扇拍子で間に合わせることがある。これはあくまで略式の演奏であるとされるが、特に大鼓のように道具の準備に時間のかかる楽器においてはすぐれた代替法として用いられており、音色よりも間を尊重する能楽の楽器にあっては当を得た奏法であるといえる。
それぞれ専門の職掌の者が行うほかに、謡の稽古の際に師匠がアシライをすることもある。なお、張扇を用いることはないが、舞台上で鼓が破れた場合には扇拍子でアシライを打つのが正規の代替法であり、江戸期までは素謡の席で地頭が扇拍子をとって地を統率することもあった。

### 講談・落語など
能楽で用いるものに比べ、かなり大き目のものをつくる。場合によっては、単に扇のかたちをしているだけで、紙貼などによって型で作ることもある。基本的に一本で使用し、片手に持ち、釈台や見台を叩く。
講談では釈台を張扇で叩いて、場面転換の合図にしたり、山場で調子を出したりするときに用いる。上方落語における用法もこれに準じる。史実を無視した荒唐無稽な作り話を「張扇の音と一緒に叩き出した」「張扇の音がする」などというのは、これら話芸における張扇に由来する。

### その他
大正期までの古典萬歳においては、太夫（ツッコミと同様の役割）が、舞扇（中啓）の親骨を抜いたもので時折、才蔵（ボケと同様の役割）の頭をたたいて笑いを引き起こすという演出が多く用いられた。のちの紙製のハリセンの源流とされる。